# 爆チュー問題
爆チュー問題（ばくちゅーもんだい）は、お笑いコンビの爆笑問題（太田光・田中裕二）が扮するネズミのキャラクター。出演しているテレビ番組や内容についても記述する。

## 概要

### 「ポンキッキ」シリーズの出演
- 1999年4月よりフジテレビ系子供番組『ポンキッキーズ』の1コーナーとして登場。設定の考案は、以前より爆笑問題の二人と交流のあった佐藤雅彦。「価値観の多様性」をテーマに放送を開始した。キャラクター名は「爆笑問題」と、ネズミの鳴き声「チュー」をもじったものである。
- 当初、『ポンキッキーズ』内では火曜日の出演で、コーナー名は『爆チュー問題のでたらめチューズデー』と呼称。同時期に放送されていた派生番組の『チルドレンタイム』では、水曜日の出演となっていた。その後、放送時間変更に伴って『爆チュー問題の部屋』と改題され、この時期から『ポンキッキーズ』の派生番組すべてにおいて『爆チュー問題』のコーナーが放送されるようにもなった。子供から大人まで幅広い人気を得て、一時期は番組のメインMCとなった。また料理コーナーやジャカジャカジャンケンなどのコーナーも務めたり、サタキッズキャンプなどのスタジオ外ロケも行われた。
- 商品化では「爆チュー問題」名義でCDも発売し、シングル「でたらめな歌」は20万枚[1]を超えるヒット、ビデオシリーズも20万本を記録した。なおコント内では『孫』が流れた時には、たなチューが「でたらめな歌がそこそこ売れてる時に『孫』がグワーッときて今ひとつ話題にならなかった」と発言し、2006年のクリスマスライブではぴかりが「CDは売れたものの、同じ時期に発売された『だんご3兄弟』のおかげでほとんど話題にならなかった」と発言していた[注 1]。

### 独立番組
- 2006年3月をもって『ポンキッキーズ』（第2期）終了に伴い、CS放送に移行して『空飛ぶ!爆チュー問題』として独立番組となる。
- 2017年12月にFODオリジナル番組としてクリスマスライブを配信、翌2018年2月より『爆チュー問題』の番組名で新作配信を開始した。

### クリスマスライブ
- 2003年『ポンキッキーズ21』の企画「サタキッズLIVE」のクリスマススペシャルとして始まり、以降毎年12月にステージライブを行なっている。
- 2005年までは地上波とインターネットテレビでのオンデマンド放送、「サタキッズLIVE」放送枠の『チルドレンタイムSP』で放送。
- レギュラー放送が『空飛ぶ!爆チュー問題』に移行した2006年はCSで生放送が行われ、地上波では「明石家サンタの史上最大のクリスマスプレゼントショー」の後に放送（録画放送）され[注 2]、同番組にも爆チュー問題が出演した。
- 2009年は休止。2014年は12月にBSスカパー!で30分・翌2015年1月にフジテレビONEで1時間放送（会場はCBGKシブゲキ!!）。2017年はFOD配信後、2018年2月に地上波で放送。

### その他の番組・企画
- 『爆笑問題☆伝説の天才』の1コーナー（主にオープニングの前座）にレギュラー出演。
- アニメ・テレビドラマ『ちびまる子ちゃん』にて2004年7月から2012年3月まで、エンディングテーマ「アララの呪文」に参加し、アニメキャラクターとしても出演、CDも発売されている。
- 『まるまるちびまる子ちゃん』にエンディングレギュラーとして出演。
- 『めちゃ×2イケてるッ!』の1コーナー『フジTV警察24時』にゲスト出演。
- 『明石家マンション物語』コントドラマにゲスト出演。
- 『マッハブイロク』『スペシャルドラマ｢マッハブイロク･Big大作戦｣』に出演。
- 『THE MANZAI 2011』にて、途中退席したビートたけしの代役として出演。
- 「でたらめな歌」のヒットにより、テレビの音楽番組からも出演依頼が来たが「自分たちはあくまでお笑いタレント」という理由で辞退したというエピソードがある[2]。
- 2018年8月30日、8月31日、9月1日の3日間開催された爆笑問題30周年記念単独ライブ30周年記念単独ライブ『O2-T1』に出演し、歌やダンスを披露した[3]。

## 内容
- 田中裕二扮する普通のネズミ・たなチューと、太田光扮する（自称）天才ネズミ・おおたぴかりが、毎回人間界に存在する様々な物を拾ってきて、それは何なのか、どう使うのか、などをコントを繰り広げながら解明していく。舞台は人間の世界だがネズミ目線で繰り広げられるので、人間とネズミの物の捉え方の違いを、面白おかしく表現している。
- 毎回、ぴかりが「でたらめ」な使用法を思いつき、たなチューはその方法に利用され散々な目に合うのがお約束。また、たなチューのツッコミに「でたらめ」という言葉が出ると、テーマ曲である『でたらめな歌』を2匹で歌い踊る[注 3]。歌い終わると2人が「ご苦労様でした」[注 4]と挨拶する。初期は毎回歌っていたが、後にコント内では歌わなくなった[注 5]。
- その他、視聴者からハガキで寄せられた疑問を解決したり、ネズミに扮したゲスト（名前に“チュー”や“ネズミ”がつく）が登場したりする。元フジテレビアナウンサーの山中秀樹他、フジテレビ系列の各アナウンサーも「CHU-X」（フジテレビの略称CXのもじり）所属のアナウンサーネズミとして出演する事がある。
- 『ポンキッキーズ21』内放送の一時期、コントを英語に吹き替えた2ヶ国語放送（声：パトリック・ハーラン他）を実施していた。なおコントの内容によっては、本来と全く別のセリフに改変することもあった（忠臣蔵をシェイクスピア劇に置き換えるなど）
- CS移行後は、ぴかりが突然占い師や新聞社を始めるなど突飛な思いつきに、たなチューが振り回されるという筋立てのコントが多くなり、比較的大人向け・爆笑問題ファン向けのネタも増えていった。FOD配信では不思議な箱の中に入り、ゲームやトークをする筋立てになっている。
- 毎回、スタッフの笑い声がマイクに拾われている。
- たなチューが拾ってくる物の中には、様々なギミックが搭載されているものもある（モーター付きのテーブルや上靴など）。使用された道具のほとんどは「ポンキッキ」シリーズのライブで、ステージセットとして使用されていた。また2005年 - 2006年放送の『ガチャガチャポン!』でも、ガチャピンがマスターをつとめるバー店内に設置されていた。
- 2022年11月、仲本工事の訃報を受けた爆笑問題のコラムにて、本コントのモチーフが仲本が質問して、いかりやがボケ続けるドリフ大爆笑での「ばか兄弟」ネタであることを明かしている[4]。

## 登場キャラクター

### メインキャラクター
おおたぴかり（太田光（爆笑問題））
自称：天才ネズミ。たなチューより背が高く細身。
冒頭で雑誌やテレビを眺めながら、独り言を語っていることが多い。相棒・たなチューが人間界で拾ってきた様々なグッズの用途を独自の目線で解明するが、その解釈は「でたらめ」ばかりで、正解に辿り着いたことはほとんどない。ただし、蚊取り線香、ベル、サザエなどのグッズの本来の正解を知っていたり、視聴者の子供の質問で送られてきた「何の変哲も無い」「おぞましい」という言葉の意味を知っていたりもする。よくたなチューを弄って楽しんでいるが、仲は良い模様。
仮面ライダー風や『北斗の拳』のケンシロウ風などのヒーローに変身したり、たなチューの体を変形させたり（耳を増やす、胴体を伸ばす等）することが出来る。
企画段階での名前の案として「ぴかチュー（ピカチュウと同名なので没となった）」や「ピカ鼠（ソ）」などがあった。
たなチュー（田中裕二（爆笑問題））
普通のネズミ。ぴかりより背が低く小太り。
いつも人間界で様々なグッズを拾っては、ぴかりと一緒に用途を考えるが、大概はそのグッズの実験台にされたり、ぴかりの思いつきに振り回されて散々な目に遭う事が多い。ぴかり達へのツッコミ役でもある。
「ターナーチュウ」という彼そっくりのアメリカ人風のネズミがおり、彼が登場した「新春シャンソンショー」ではニュースキャスターの面接に受かった彼の姿を見て「紛らわしいんだよ！！」と憤慨していた。
1980年代のアイドルに詳しく、物真似をする事もある。小島奈チュ子、長野チュばさ等の女子アナのファン。しいたけとセロリ、ミミズが嫌い。

### サブキャラクター
コント内などで準レギュラー出演。
チューボ（5番6番、渡辺鐘）
AIBO風のネズミ型ペットロボット。チューボ1・チューボ2の2体。
BOOMOUSE（BOOMER）
河田ねずみ（河田貴一）・伊勢チュー（伊勢浩二）のコンビ。持ちネタの紙芝居コントの他、様々な役柄で登場する。
アンガールチュ（アンガールズ）
田中卓チュ（田中卓志）・山根ずみ（山根良顕） のコンビ。2008年以降出演。
ウエチュトランド（ウエストランド）
井口ひろチュき（井口浩之）・河本太ねずみ（河本太）のコンビ。 2014年以降出演。
日本エレキテルねずみ連合（日本エレキテル連合）
中野チュー子（中野聡子）・橋本小チュー（橋本小雪）のコンビ。 2014年以降出演。

### CHU-Xアナウンサー
山チュー秀樹（山中秀樹）
ニュース番組『ネズミNEWS』のキャスターを務める、元CHU-X所属のアナウンサーネズミ。テレビ局のスタジオにいながら、視聴者である爆チュー問題と会話が出来る。自らボケをかましたり、ぴかりによってひどい目に遭うことも少なくない。演者と同様、2006年7月にライツ開発部に異動、2007年よりフリーとなる。コントでは悪役の「ブラック・山チュー」も登場した事がある。
政井ッチュマヤ（政井マヤ）
キャスターを務める女子アナウンサーネズミ。2000年11月「晴れたらイイッチュねッ!」で初登場。
武田チュウ子（武田祐子）
キャスターを務める女子アナウンサーネズミ。
滝川クリスチュル (滝川クリステル)
女子アナウンサーネズミ。「ねがいごとは3つまで」で初登場。

その他フジテレビ系列・共同テレビアナウンサーが出演。

## 空飛ぶ!爆チュー問題
空飛ぶ!爆チュー問題（そらとぶ ばくちゅーもんだい）は、フジテレビワンツーネクスト（フジテレビONEは旧739・フジテレビTWOは旧721）で2006年5月21日 - 2016年12月25日に放送されたバラエティ番組。
開始時はフジテレビ721にて月一回、2008年2月まで日曜最終週21時00分～21時30分、2009年2月まで火曜最終週22時30分～23時00分放送（再放送：毎週水曜17時30分～18時00分他）。
2009年4月よりフジCS放送再編によりフジテレビONEに枠移動。2010年2月まで土曜15時00分～15時30分放送（月ごとに同一内容を放送）。
2010年5月よりフジテレビTWOに枠移動。日曜13時30分〜14時00分放送（隔月ごとに同一内容を放送）。
2011年4月よりフジテレビONEに枠移動、不定期放送。2015年9月をもって、新作放送は同年および翌2016年12月のクリスマスライブのみとなっていた。
2016年12月25日以降は放送されておらず、この回をもって約11年間放送された当番組は事実上終了となった。

### 概要
従来のコントに加え、NHK紅白歌合戦をミニチュアセットで模した『ねずみ歌謡祭』、ゲストを招いたトークやクイズ等のコーナーを設置。「ポンキッキ」シリーズで放送され、DVD化されていないコントが放送されることもある。スタッフは「ポンキッキーズ」の頃とほぼ同じだが、フジテレビKIDSがスタッフクレジットから外れた。第1回ゲストに奥華子が出演、以降番組のオープニングテーマ曲を担当。「空飛ぶ!～」というタイトルはイギリスのコメディ番組『空飛ぶモンティ・パイソン』と類似している。

### スタッフ
番組エンドではスタッフ名も“チュー”や“ネズミ”などをつけて表記。
- 構成：高橋洋チュー二、渡辺あチュむ（途中まで）、寺坂直チュー（途中まで）
- ブレーン：さ大臣、う大臣
- 音楽：飯野たチュ彦
- 美術：武田っチュ方征、別チュ晃吉、岩崎隆チュー、楢チュき善正、村田神様誠司
- 衣裳：山村エナねずミ
- 音声　大塚チュとむ、佐藤浩いチュ
- 技術：馬場チューじ、小森谷チュウ太朗、三瓶由佳チュー、宮本亜里ねずみ
- 照明：野崎政かチュ
- 編集：澤田っチュ
- 音効：西山ねずみ知史
- MA：吉チュー肇
- 制作進行：長尾・マウス・まどか（一時期アシスタントディレクター）
- ディレクター：稲モルモット祐子
- 編成：まチュ尾拓、熊谷たいチュー、斎藤千加チュー
- 協力：FMT（旧・八峯テレビ）、FLT、IMAGICA、フジアール、4-Legs
- プロデューサー：まチュ當一也
- 制作協力：FCC
- 制作：フジテレビ

## 爆チュー問題（FOD版）
爆チュー問題（ばくちゅーもんだい）は2017年12月24日よりフジテレビオンデマンドで配信されるウェブバラエティー番組。これまでの爆チュー問題シリーズの設定を踏襲し、初回は前述した「クリスマスライブ2017」を配信。2018年2月02日配信分より爆チュー問題2人に加え、BOOMOUSE、山チュー秀樹をレギュラーとした20分未満のオリジナルコンテンツとして製作された。全7回。
制作著作はTITAN／TOPICS／フジテレビ。

## 楽曲
- でたらめな歌 （作詞：さ大臣、う大臣 作曲：さ大臣、飯野竜彦）

CDには1番、7番、4番、1.6番、8番、10番、126番、22番、1192番を収録。
常識的にあり得ない「でたらめ」な行動や出来事を歌にしている。順番が飛び飛びになっているが、2番などの間の番が歌われたことはないため、事実上欠番となっている。
この他に、視聴者から歌詞の内容を募集し決定した26番が存在する。
- たなチューえかきうた

コント「Shall we dance?」（コンパスがテーマになった回）で初披露。
その名の通り、歌詞に従うとたなチューが描きあがる。初めはメロディがあるが、途中からラップ調に変わり、セリフも加わる。

## 商品

### CD
販売元・ポニーキャニオン
- でたらめな歌（シングル、1999年12月1日）[注 10]
- でたらめろでぃー（アルバム、2001年6月1日）
- アララの呪文（ちびまる子ちゃんwith爆チュー問題、2004年7月10日発売、シングル） - ちびまる子ちゃん（TARAKO）とのコラボ

#### 関連作品
- キスミイチュチュ（メガマチュ（メガマソ）、2008年2月20日、シングル）

ネズミ界の人気バンドとして、爆チュー問題の二人と共演してライブを披露。2007年のクリスマス・ライブにも出演し、書き下ろし曲でCDリリース。

### ビデオ
販売元・ポニーキャニオン
- 爆チュー問題のでたらめチューズデー（全10巻）

過去に放送されたコントがディレクターズ・カット版で収録されている。
- 新・爆チュー問題のでたらめチューズデー（全2巻）
- 歌う!爆チュー問題

### DVD
販売元・ポニーキャニオン
- 爆チュー問題の部屋（全3巻）

表紙に印刷されている題名のデザインは、太田光が担当。
- 爆チュー問題の部屋 DVD-BOX（ビデオシリーズ再収録盤・7枚組）

販売元・ビクターエンタテインメント
- 爆チュー問題スペシャル ~冥王星のメリークリスマス~

## 関連キャラクター
- ラバーガエル

BSフジ『Beポンキッキ』にて2010年4月〜2011年3月に放送された、ラバーガールによるショートコント。舞台はカエルの世界で、カエルの衣装や、セットに置かれた赤いテレビなどが爆チュー問題の内容を踏襲している。